# Mala vas (pri Škocjanu), Škocjan v Podjuni
Mala vas (nemško Kleindorf I) je naselje v Občini Škocjan v Podjuni v Okraju Velikovec na Koroškem v Avstriji.